# 2019–2020-as magyar férfi vízilabda-bajnokság (első osztály)
A 2019–2020-as magyar férfi vízilabda-bajnokság (hivatalosan E.ON férfi OB I) a legrangosabb és legmagasabb szintű vízilabdaverseny Magyarországon. A pontversenyt 114. alkalommal a Magyar Vízilabda-szövetség írta ki és 16 csapat részvételével bonyolította le. A címvédő az FTC Telekom Waterpolo volt. A bajnokságot a magyar szövetség a koronavírus-járvány miatt 2020. március 13-án a felfüggesztette, majd május 11-én törölte.

## A bajnokságban szereplő csapatok
A Magyar Vízilabda-szövetség döntése értelmében az első osztályú bajnokság létszáma nem változik, marad a 16 csapatos kiírás. Két 8 fős csoportban játszanak az alapszakaszban egymással.
| A csapat neve                    | A csapat székhelye      | 2019–20 |
| -------------------------------- | ----------------------- | ------- |
| AVUS                             | Szombathely             |         |
| A-HÍD OSC Újbuda                 | Budapest, Újbuda        |         |
| Debreceni VSE                    | Debrecen                |         |
| FTC Telekom Waterpolo            | Budapest, Ferencváros   |         |
| Kaposvári VK                     | Kaposvár                |         |
| Szegedi Férfi Vízilabda Csapat   | Szeged                  |         |
| Metalcom Szentes                 | Szentes                 |         |
| BVSC-Zugló                       | Budapest, Zugló         |         |
| PannErgy-Miskolci Vízilabda Club | Miskolc                 |         |
| PVSK-Mecsek Füszért              | Pécs                    |         |
| Budapesti Honvéd SE              | Budapest, Kispest       |         |
| Szolnoki Dózsa                   | Szolnok                 |         |
| Tatabányai VSE                   | Tatabánya               |         |
| UVSE Hunguest Hotels             | Budapest, Margit-sziget |         |
| VasasPlaket                      | Budapest, Angyalföld    |         |
| ZF-Eger                          | Eger                    |         |

## Sorsolás
A csapatok a 2018/2019. évi bajnokság helyezéseit figyelembe véve páronként (3-4, 5-6, 7-8,…) kerültek kisorsolásra az ”A” vagy a ”B”csoportba. A bajnokság rendszere és a lebonyolítása nem változott az előző évi bajnoksághoz képest.
Ennek megfelelően a férfi ob I.-es bajnokság mezőnye:
A csoport
- FTC Telekom Waterpolo
- Szolnoki Dózsa
- PannErgy-Miskolci Vízilabda Club
- Tatabányai VSE
- Debreceni VSE
- UVSE Hunguest Hotels
- PVSK-Mecsek Füszért
- Szegedi Férfi Vízilabda Csapat

B csoport
- ZF-Eger
- A-HÍD OSC Újbuda
- AVUS
- Kaposvári VK
- BVSC- Zugló MKB-Euroleasing
- Budapesti Honvéd SE
- Metalcom Szentes
- VasasPlaket

## A bajnokság rendszere
A bajnokságot 16 csapat részvételével rendezik meg, és három fő részből áll: az alapszakaszból, a középszakaszból és az egyes helyezésekről döntő rájátszásból.

### Az alapszakasz
A bajnokság alapszakasza őszi és tavaszi szezonból áll, melynek során a csapatok két csoportban (8 csapat) körmérkőzéses rendszerben, a sorsolás szerinti sorrendben és pályaválasztói joggal egymás ellen két mérkőzést játszanak. A bajnoki mérkőzések győztes csapatai három pontot kapnak, döntetlen esetén mindkét csapat egy-egy pontot kap. Vereség esetén nem jár pont.
Az alapszakasz végső sorrendjét a bajnoki mérkőzéseken szerzett pontszámok összege határozza meg. Az első helyen a legtöbb, míg az utolsó, a 8. helyen a legkevesebb pontszámot szerzett egyesület végez. Pontegyenlőség esetén a bajnoki sorrendet az alábbi rendszer szerint határozzák meg:
Két csapat azonos pontszáma esetén
1. az egymás ellen játszott bajnoki mérkőzések pontkülönbsége
2. az egymás ellen játszott bajnoki mérkőzések gólkülönbsége
3. az alapszakaszbeli összes bajnoki mérkőzés gólkülönbsége
4. az alapszakaszbeli összes bajnoki mérkőzésen szerzett több gól
5. sorsolás

Három vagy több csapat azonos pontszáma esetén
1. az azonos pontszámú csapatok egymás elleni eredményéből számított „kisbajnokság” pontkülönbsége
2. azonos pontszám esetén a „kisbajnokság” gólkülönbsége
3. az alapszakaszbeli összes bajnoki mérkőzés gólkülönbsége
4. az alapszakaszbeli összes bajnoki mérkőzésen szerzett több gól
5. sorsolás

### A középszakasz
Az „A” és a „B” csoport 1-4., 5-8. helyezett csapatai egy oda-vissza mérkőzést játszanak egymással. A bajnoki mérkőzések győztes csapatai három pontot kapnak, döntetlen esetén mindkét csapat egy-egy pontot kap. Vereség esetén nem jár pont. A csapatok az alapszakasz mérkőzésein szerzett összes pontjukat magukkal viszik.
Az középszakasz végső sorrendjét a bajnoki mérkőzéseken szerzett pontszámok összege határozza meg. Az első helyen a legtöbb, míg az utolsó, a 8. helyen a legkevesebb pontszámot szerzett egyesület végez. Pontegyenlőség esetén a bajnoki sorrendet az alábbi rendszer szerint határozzák meg:
Két csapat azonos pontszáma esetén
1. az egymás ellen játszott bajnoki mérkőzések pontkülönbsége
2. az egymás ellen játszott bajnoki mérkőzések gólkülönbsége
3. az alapszakaszbeli összes bajnoki mérkőzés gólkülönbsége
4. az alapszakaszbeli összes bajnoki mérkőzésen szerzett több gól
5. sorsolás

Három vagy több csapat azonos pontszáma esetén
1. az azonos pontszámú csapatok egymás elleni eredményéből számított „kisbajnokság” pontkülönbsége
2. azonos pontszám esetén a „kisbajnokság” gólkülönbsége
3. az alapszakaszbeli összes bajnoki mérkőzés gólkülönbsége
4. az alapszakaszbeli összes bajnoki mérkőzésen szerzett több gól
5. sorsolás

### A rájátszás
A középszakaszban kialakult sorrend alapján a csapatok helyosztó mérkőzéseket az alábbi csoportok szerint játsszák:
Rájátszás I.:
Az 1-4, 2-3, 5-8, 6-7, 9-12, 10-11, 13-16, 14-15 párosításban páros mérkőzést játszanak hét megszerzett pontig. A csapatok az egymás elleni eredményeiket magukkal hozzák.
Rájátszás II.:
A rájátszás I. szakasza után:
- Az 1-4, és a 2-3 párharcok győztesei három győzelemig tartó páros mérkőzést játszanak a bajnoki címért.
- Az 1-4, és a 2-3 párharcok vesztesei két győzelemig tartó páros mérkőzést játszanak a 3. és 4. helyezésért.
- Az 5-8, és a 6-7 párharcok győztesei két győzelemig tartó páros mérkőzést játszanak az 5. és 6. helyezésért.
- Az 5-8, és a 6-7 párharcok vesztesei két győzelemig tartó páros mérkőzést játszanak a 7. és 8 helyezésért.
- A 9-12, és a 10-11 párharcok győztesei két győzelemig tartó páros mérkőzést játszanak a 9. és 10. helyezésért.
- A 9-12, és a 10-11 párharcok vesztesei két győzelemig tartó páros mérkőzést játszanak a 11. és 12 helyezésért.
- A 13-16, és a 14-15 párharcok győztesei két győzelemig tartó páros mérkőzést játszanak a 13. és 14. helyezésért.
- A 13-16, és a 14-15 párharcok vesztesei két győzelemig tartó páros mérkőzést játszanak a 15. és 16 helyezésért.

Az MVLSZ Elnöksége, amennyiben élni kíván ezzel a lehetőséggel, jogosult kijelölni a bajnoki döntő helyszínét. A rájátszás mérkőzésein döntetlen eredmény nem születhet, a mérkőzést döntésig kell játszani. A rájátszásban minden győzelem 3 pontot ért, a vesztes nem kap pontot. A páros mérkőzések esetén az első mérkőzés pályaválasztója mindig a középszakaszban jobb helyezést elért csapat. A további mérkőzéseken a pályaválasztói jog az előző mérkőzésekhez képest felcserélődik.

## Az alapszakasz

### A csoport
| #  | Csapat                           | M | GY | D | V | G+ – G– | GK  | P  | Megjegyzések          |
| -- | -------------------------------- | - | -- | - | - | ------- | --- | -- | --------------------- |
| 1. | FTC Telekom WaterpoloCV          | 9 | 9  | 0 | 0 | 161–78  | +83 | 27 | Feljutás a felsőházba |
| 2. | Szolnoki Dózsa                   | 9 | 8  | 0 | 1 | 107–85  | +22 | 24 | Feljutás a felsőházba |
| 3. | PannErgy-Miskolci Vízilabda Club | 9 | 6  | 1 | 2 | 115–78  | +37 | 19 | Feljutás a felsőházba |
| 4. | UVSE Hunguest Hotels             | 9 | 4  | 1 | 4 | 95–97   | −2  | 13 | Feljutás a felsőházba |
| 5. | PVSK-Mecsek Füszért              | 9 | 3  | 2 | 4 | 75–88   | −13 | 11 | Kiesés az alsóházba   |
| 6. | Szegedi Férfi Vízilabda Csapat   | 9 | 2  | 0 | 7 | 76–127  | −51 | 6  | Kiesés az alsóházba   |
| 7. | Debreceni VSE                    | 8 | 1  | 0 | 7 | 69–97   | −28 | 3  | Kiesés az alsóházba   |
| 8. | Tatabányai VSE                   | 8 | 0  | 0 | 8 | 52–100  | −48 | 0  | Kiesés az alsóházba   |

Utolsó frissítés: 2019. december 9. 
Forrás: Magyar vízilabda-szövetség 
A rangsorolás alapszabályai: 1. összpontszám, 2. egymás elleni mérkőzések pontkülönbsége, 3. egymás elleni mérkőzések gólkülönbsége, 4. gólkülönbség, 5. szerzett gólok száma, 6. sorsolás.
(B): Bajnokcsapat, (K): Kieső csapat, (F): Feljutó csapat, (I): Kupainduló, (R): A rájátszás győztese, (KGY): Kupagyőztes

### B csoport
| #  | Csapat                      | M | GY | D | V | G+ – G– | GK  | P  | Megjegyzések          |
| -- | --------------------------- | - | -- | - | - | ------- | --- | -- | --------------------- |
| 1. | A-HÍD OSC Újbuda            | 9 | 9  | 0 | 0 | 153–73  | +80 | 27 | Feljutás a felsőházba |
| 2. | ZF-Eger                     | 9 | 7  | 1 | 1 | 130–81  | +49 | 22 | Feljutás a felsőházba |
| 3. | Budapesti Honvéd SE         | 9 | 5  | 0 | 4 | 90–99   | −9  | 15 | Feljutás a felsőházba |
| 4. | BVSC- Zugló MKB-Euroleasing | 9 | 4  | 0 | 5 | 99–107  | −8  | 12 | Feljutás a felsőházba |
| 5. | Metalcom Szentes            | 9 | 3  | 1 | 5 | 79–97   | −18 | 10 | Kiesés az alsóházba   |
| 6. | VasasPlaket                 | 9 | 2  | 2 | 5 | 83–108  | −25 | 8  | Kiesés az alsóházba   |
| 7. | Kaposvári VK                | 9 | 2  | 1 | 6 | 82–121  | −39 | 7  | Kiesés az alsóházba   |
| 8. | AVUS                        | 9 | 1  | 1 | 7 | 90–120  | −30 | 4  | Kiesés az alsóházba   |

Utolsó frissítés: 2019. december 9. 
Forrás: Magyar vízilabda-szövetség 
A rangsorolás alapszabályai: 1. összpontszám, 2. egymás elleni mérkőzések pontkülönbsége, 3. egymás elleni mérkőzések gólkülönbsége, 4. gólkülönbség, 5. szerzett gólok száma, 6. sorsolás.
(B): Bajnokcsapat, (K): Kieső csapat, (F): Feljutó csapat, (I): Kupainduló, (R): A rájátszás győztese, (KGY): Kupagyőztes

### Mérkőzések
A fordulók eredményei a jobb oldali szövegre kattintva nyitható/csukható.
| 1. forduló                              |   |
| Hivatalos mérkőzésnap: 2018. október 3. |   |
|                                         | – |
|                                         | – |
|                                         | – |
|                                         | – |

| 2. forduló                               |   |
| Hivatalos mérkőzésnap: 2018. október 20. |   |
|                                          | – |
|                                          | – |
|                                          | – |
|                                          | – |

| 3. forduló                               |   |
| Hivatalos mérkőzésnap: 2018. október 31. |   |
|                                          | – |
|                                          | – |
|                                          | – |
|                                          | – |

| 4. forduló                         |   |
| Hivatalos mérkőzésnap: 2018. [[.]] |   |
|                                    | – |
|                                    | – |
|                                    | – |
|                                    | – |

| 5. forduló                         |   |
| Hivatalos mérkőzésnap: 2018. [[.]] |   |
|                                    | – |
|                                    | – |
|                                    | – |
|                                    | – |

| 6. forduló                         |   |
| Hivatalos mérkőzésnap: 2018. [[.]] |   |
|                                    | – |
|                                    | – |
|                                    | – |
|                                    | – |

| 7. forduló                                |      |                |
| Hivatalos mérkőzésnap: 2017. november 18. |      |                |
| Debreceni VSE                             | 7–9  | Kaposvári VK   |
| FTC PQS Waterpolo                         | 8–11 | Szolnoki Dózsa |
| VasasPlaket                               | 6–6  | BVSC-Zugló     |
| UVSE                                      | 9–11 | AVUS           |

| 8. forduló                                |       |               |
| Hivatalos mérkőzésnap: 2017. november 22. |       |               |
| Szolnoki Dózsa                            | 20–8  | AVUS          |
| VasasPlaket                               | 6–8   | UVSE          |
| BVSC-Zugló                                | 10–11 | Debreceni VSE |
| FTC PQS Waterpolo                         | 23–6  | Kaposvári VK  |

| 9. forduló                                |       |                   |
| Hivatalos mérkőzésnap: 2018. december 16. |       |                   |
| Kaposvári VK                              | 7–13  | BVSC-Zugló        |
| UVSE                                      | 1–13  | Szolnoki Dózsa    |
| AVUS                                      | 8–21  | FTC PQS Waterpolo |
| Debreceni VSE                             | 10–10 | VasasPlaket       |

| 10. forduló                             |   |
| Hivatalos mérkőzésnap: 2019. január 26. |   |
|                                         | – |
|                                         | – |
|                                         | – |
|                                         | – |

| 11. forduló                             |   |
| Hivatalos mérkőzésnap: 2019. február 2. |   |
|                                         | – |
|                                         | – |
|                                         | – |
|                                         | – |

| 12. forduló                             |   |
| Hivatalos mérkőzésnap: 2019. február 9. |   |
|                                         | – |
|                                         | – |
|                                         | – |
|                                         | – |

| 13. forduló                              |   |
| Hivatalos mérkőzésnap: 2019. február 16. |   |
|                                          | – |
|                                          | – |
|                                          | – |
|                                          | – |

| 14. forduló                              |   |
| Hivatalos mérkőzésnap: 2019. február 23. |   |
|                                          | - |
|                                          | – |
|                                          | – |
|                                          | – |

## A góllövőlista élmezőnye
Utolsó frissítés: 2019. december 9., forrás:  Archiválva 2019. május 17-i dátummal a Wayback Machine-ben.
|     | Hely | Gól | Játékos            | Csapat                           |
| --- | ---- | --- | ------------------ | -------------------------------- |
| 1.  |      | 30  | Strahinja Rašović  | ZF-Eger                          |
| 2.  |      | 23  | Manhercz Krisztián | A-HÍD OSC Újbuda                 |
| 3.  |      | 22  | Jansik Szilárd     | FTC Telekom Waterpolo            |
| 4.  |      | 22  | Pásztor Mátyás     | BVSC-Zugló                       |
| 5.  |      | 21  | Nagy Márton        | Metalcom Szentes                 |
| 6.  |      | 20  | Sasa Misić         | PannErgy-Miskolci Vízilabda Club |
| 7.  |      | 20  | Angelos Foskolos   | Szegedi Férfi Vízilabda Csapat   |
| 8.  |      | 20  | Bóbis Botond       | VasasPlaket                      |
| 9.  |      | 20  | Nagy Ádám          | PannErgy-Miskolci Vízilabda Club |
| 10. |      | 19  | Ekler Bendegúz     | AVUS                             |